# Měchovec americký
Dospělci měchovce amerického (Necator americanus) jsou lidskými obligátními endoparazity, jež mohou za správných podmínek žít až pět let. Nakazit se člověk může z infikované vody nebo půdy, nejvíce případů nakažených bývá v chudších zemích, a infekci se říká ancylostomiáza. Spolu s měchovcem lidským (Ancylostoma duodenale) v dnešní době infikují okolo 740 milionů lidí a jsou jedinými měchovci, jejichž definitivním hostitelem je člověk. Avšak N. americanus může napadat i další savce (např. primáty).

## Výskyt
Necator americanus je kosmopolitní parazit, ovšem nejčastěji jej nalézáme v tropech a jižní části subtropického pásu (Amerika, Afrika, Asie a Austrálie). V ČR se u každého případu nákazy měchovcem jedná o dovezeného parazita, z území mimo ČR. Nejvíce nakažených bývá v chudých zemích. Naopak měchovce lidského najdeme spíše v subtropech na severní polokouli. U lidí je predominantní nákaza měchovcem americkým než měchovcem lidským, který se vyskytuje spíše ohniskově a je více patogenní.

## Morfologie

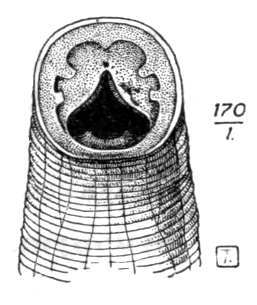
Bukální kapsule

Parazit má nesegmentované válcovité tělo mléčné barvy, jež je kryté odolnou kolagenní kutikulou, umožňující mu přežít uvnitř trávicí soustavy svého hostitele. Samice jsou větší (9–11 mm), než samci (7–9 mm), avšak oproti měchovci lidskému je měchovec americký menší. Má poměrně mohutnou bukální kapsuli se dvěma kutikulárními destičkami, jež slouží k přichycení na sliznici střeva a sání krve. Anglické pojmenování „hookworm“ (měchovec) vychází z dorsální křivky v přední části jejich těla.

## Životní cyklus

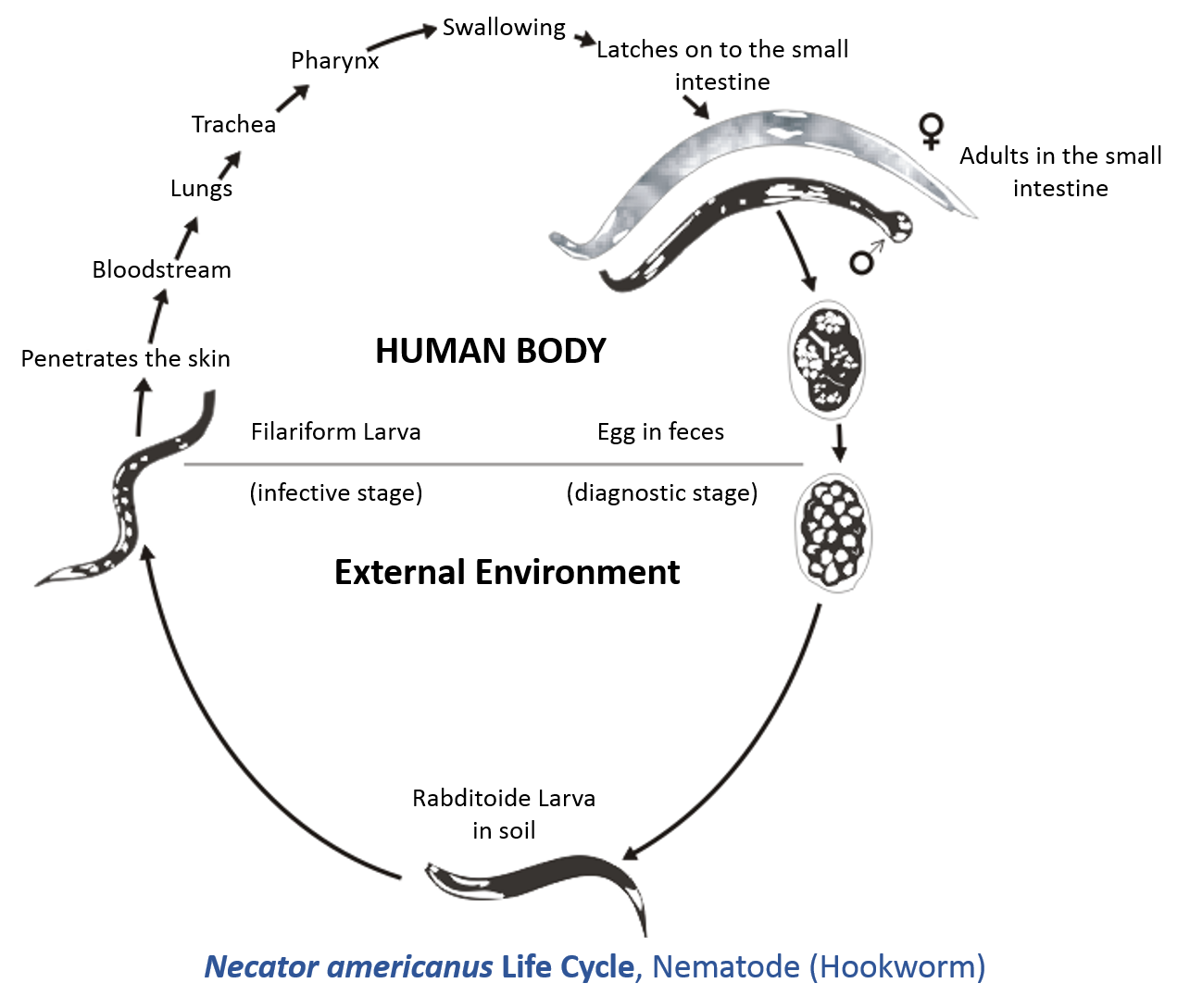
Životní cyklus měchovce amerického

Životní cyklus měchovců je přímý, tedy bez mezihostitele. Nejdříve se vajíčka musí dostat ven ve výkalech hostitele. Má čtyři larvální stádia, první tři jsou volně žijící a pro přežití vyžadují vlhko a stinné prostředí. Z vajíčka se za příznivých podmínek během dvou dnů vylíhne larva, živící se bakteriemi, která se přes druhé larvální stádium během dalších deseti dnů přemění do třetího larválního stádia, které už je pro člověka infekční. V tomto stavu je parazit velmi aktivní – vyhledává hostitele a reaguje na určité podněty (fototaxe, chemotaxe). V okamžiku, kdy najde svého hostitele, perkutánně jej infikuje, tzn. penetruje kůži člověka, a to typicky přes chodidla či ruce. Je možné se infikovat i perorálně. Jakmile se měchovec dostane do hostitele, putuje krevním řečištěm do plic, kde vstupuje do plicního parenchymu. V plicích se zdržuje 24–48 hod. a postupně se mění na larvu čtvrtého vývojového stádia. Následně larva migruje po průduškách až do průdušnice, odkud je larva vykašlána, spolknuta a přes trávicí trakt se tak dostává do tenkého střeva, kde se vyvíjí v dospělce. Měchovec použije své kutikulární destičky, aby se přichytil na stěnu střeva, čímž vyvolá krvácení. Poté se živí krví svého hostitele a při větším počtu měchovců v jednom hostiteli, může způsobovat vážnou anémii. Jedinec necatora denně odebere svému hostiteli asi 0,2 ml krve.

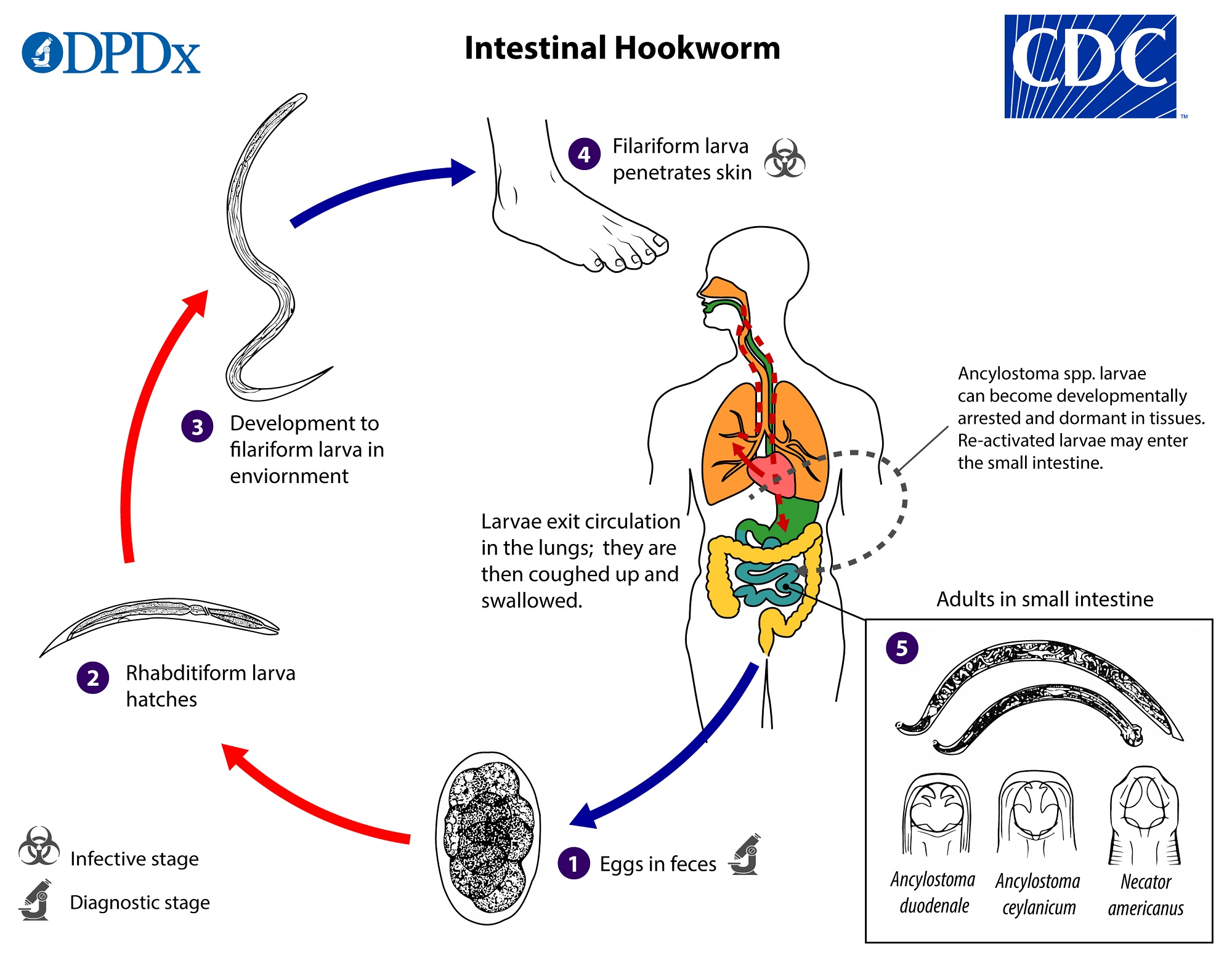

## Rozmnožování

A – vajíčka měchovce amerického, B – vajíčka měchovce lidského

Necator americanus se rozmnožuje pohlavně. Je gonochorista s pohlavním dimorfismem, samice jsou větší než samci. Samice mohou produkovat feromony, aby ve střevě hostitele přilákaly samečky. Pokud se jim podaří nalézt jedince opačného pohlaví, rozmnoží se. Samice klade vajíčka na stěnu střeva, přičemž je schopna naklást až 10 000 vajíček za jeden den. Vajíčka se uvolňují a odcházejí s výkaly hostitele.

## Zdravotní komplikace a prevence
Při těžší infekci měchovcem americkým může dojít ke zdravotním problémům, z nichž nejčastějším je chronická anémie, která může vést až k selhání srdce a u dětí k pozastavení vývinu. Nebezpečné může být i plicní larvální stádium způsobující Lofflerův syndrom, který se projevuje horečkou, kašlem, sípáním a plicním eozinofilním zánětem.
Diagnostika měchovce se potvrzuje nálezem jeho vajíček ve stolici infikovaného. Prevencí před nákazou je především nošení bot v endemických oblastech, ale i při případě nákazy existuje na tohoto parazita lék. Prozatím je dnešním nejpoužívanějším lékem albendazol, který má v průměru 80% účinnost, nebo mebendazol s průměrnou účinností 33%. Ovšem zprávy o drasticky snížené účinnosti obou léků jsou stále častější, obzvláště v zemích, které se již pár let snaží helmintů pomocí těchto léků masově zbavit. Přestože je zřejmé, jak jsou stávající léky nedostatečně efektivní a jak významný problém nám helminti činí, výzkumů hledajících nový lék je poměrně málo. Probíhají však studie jistého proteinu CryB5, produkovaného bakterií Bacillus thuringiensis, který by mohl být do budoucna efektivnějším lékem.

## Využití v medicíně
Necator americanus patří mezi helminty a ti se prokázali užiteční při léčbě sklerózy. Podle Hygienické hypotézy může nadmírná sanitace prostředí v dnešní době za poruchy imunoregulace, které vedou ke skleróze u mladých lidí. Naopak helminti na základě studií a testů na zvířatech imunoregulaci zvyšují, společně s bakteriemi a viry. Prozatím se terapie helminty zdá jako bezpečná a výsledky studií jsou příznivé, ovšem nedají se vyloučit možné nepříznivé následky. Tento výzkum vyžaduje další studie, aby byla léčba helminty bezpečná. Přímo Necator americanus byl využit ve výzkumech, zabývajícími se léčbou střevních zánětů, jako je například Crohnova nemoc. Zde již byly provedeny testy na lidských pacientech a ukázalo se, že helminti ve většině případech zmírňují příznaky nemoci.